# Tidslinje for den franske revolution
Tidslinje for Den franske revolution
1789
5. maj: Stænderforsamling indkaldt af kong Ludvig 16. til drøftelse af landets problemer træder sammen.

17. juni: De borgerlige medlemmer af stænderforsamlingen erklærer sig for Nationalforsamling.

20. juni: Nationalforsamlingen aflægger Boldhuseden og nægter at skilles før en forfatning er sikret.

27. juni: Kongen accepterer stændernes samvirke.

14. juli: Stormen på Bastillen.
 
4-5. august: Alle privilegier afskaffes officielt.

26. august: Nationalforsamlingen vedtager Menneskerettighedserklæringen af 1789.

5. oktober: Folketoget til Versailles, kongefamilien tvinges til at bo i slottet Tuilerierne, Paris.

2. november: Staten inddrager kirkegodserne.
 
December: Assignater (værdipapirer mod sikkerhed i kirkegodser) indføres.

22. december: En valglov vedtages, dog ikke med almindelig stemmeret.

1790
Januar: Ny regional inddeling af landet indføres, departementer oprettes.

12. juli: Ny kirkeforfatning, gejstligheden underordnes staten.

14. juli: Første årsfest for Bastillens fald (Bastilledagen) afholdes.

1791
Juni: Kongefamilien forsøger flugt, men fanges og holdes under observation.

27. august: Østrig og Preussen vedtager Pillnitz-deklarationen til støtte for den franske kongefamilie, hvilket i Frankrig betragtes som en indirekte angrebstrussel.

21. september: Det nyvalgte franske konvent (parlament) mødes første gang.

November: Den første forfatning indføres.

1792
Marts: Girondinpartiet under Jean-Marie Roland danner regering og arbejder for krig mod Østrig.

20. april: Frankrig erklærer Østrig og Preussen krig, Revolutionskrigene begynder dermed.

11. april: Den første guillotine rejses i Paris.

13. juni: Girondinregeringen træder tilbage efter konflikt med kongen.

11. juli: Nationalkonventet erklærer undtagelsestilstand ("Fædrelandet i fare").

25. juli: En advarsel fra de fremrykkende tyske styrker til pariserne mod at antaste kongefamilien; den opfattes i Frankrig som bevis for kongens sympati for fjenden.

10. august: Stormen på Tuilerierne, kongefamilien tages til fange.

12. august: Feuillanternes klub bliver opløst og arrestordre udstedes på 841 af dens medlemmer.
2.-6. september: Septembermyrderierne i Paris.

20. september: Kampen ved Valmy, den preussiske hær opgiver angreb på Paris.

22. september: Frankrig bliver republik.

1793
21. januar: Ludvig 16. henrettes.

1. februar: Frankrig erklærer England krig.

7. marts: Frankrig erklærer Spanien krig.
 
Marts: Stor antirevolutionær opstand i Vendée (nedkæmpes 1794).

10. marts: Revolutionsdomstolen oprettes.

18. marts: Fransk nederlag ved Neerwinden.

6. april: Velfærdsudvalget oprettes med Robespierre som leder.

3. juni: Emigranternes godser sælges officielt på auktion.

13. juli: Revolutionslederen Marat myrdes.

23. august: Der foretages massemobilisering af alle mænd til hæren.

27. august: Engelsk-spanske styrker besætter havnebyen Toulon (fordrives december).

5. oktober: Revolutionskalenderen indføres (afskaffet 1806).

5. september: Konventet accepterer officielt anvendelsen af terror.

16. oktober: Eksdronning Marie-Antoinette henrettes.

31. oktober: Størsteparten af Girondinernes ledere henrettes.

1794
24. marts: Journalisten Jacques René Hébert og hans tilhængere henrettes.

5. april: Georges-Jacques Danton henrettes, Robespierre herefter landets reelle leder

10. juni: En ny terrorlov ophæver reelt al retsorden.

26. juni: Fransk sejr i slaget ved Fleurus.

27. juli: Robespierre styrtes, henrettes næste dag.
 
Efterår: fangne jakobinere lynches i stort tal.

1795
Januar: Hele Holland erobres ved fransk lynoffensiv.

5. april: Preussen trækker sig ud af krigen (Basel-freden).

Juni: Nyt oprør i Vendée efter engelsk landgang, nedkæmpes i løbet af året. Hungeropstand i Paris.

22. juli: Spanien trækker sig ud af krigen (2. baselfred).

5. oktober: Royalistisk opstand i Paris (Vendemiaire-kuppet) slås ned.

27. oktober: Direktoriet indføres, Barras ledende mand.

1796
Marts: Napoleon Bonaparte begynder sejrrigt felttog mod østrigerne i Italien.

Oktober: Spanien går atter ind i krigen på fransk side.

1797
27. maj: Socialisten Babeuf henrettes efter mislykket sammensværgelse.

4. september: Barras tager diktatorisk magt ved statskup.

27. oktober: Østrig trækker sig ud af krigen (Campo Formio-freden).

1798
Marts: Schweiz erobres efter fransk angreb, omdannes til fransk lydstat, ("Helvetiske Republik").

Sommer: Bonaparte foretager felttog til Egypten (vender tilbage oktober 1799).

Juni: Mislykket fransk invasionsforsøg i Irland.

24. december: Den 2. koalition mod Frankrig (England-Rusland, senere også bl.a. Østrig) dannes.

1799
Juni-september Russisk angreb i Schweiz afværges af franske styrker.

9. november: Brumairekuppet, Bonaparte tager magten. Hermed er den egentlige revolutionsudvikling til ende.